# Lunario Perpetuo

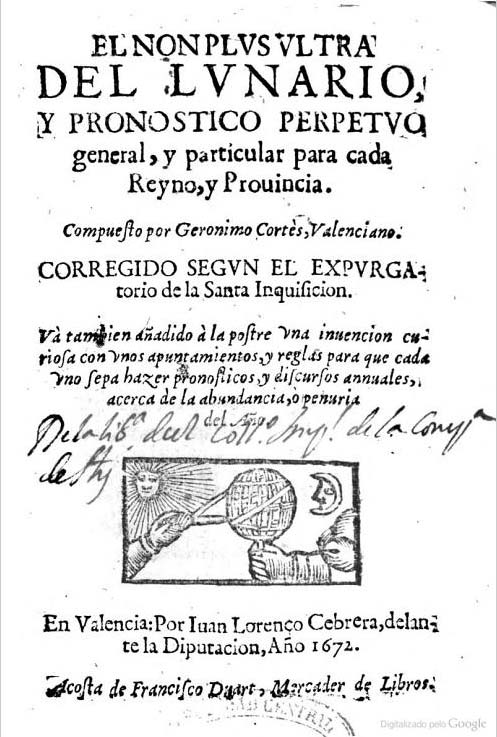
Première page de l'édition espagnole de 1672.

Le Lunario Perpetuo (traduisible par Calendrier lunaire perpétuel) est un almanach illustré de xylogravures composé par le mathématicien espagnol Jerónimo Cortés (es) et publié à Valence (Espagne) en 1594. Il a été réédité d'innombrables fois au cours des siècles, avec des variations dans son titre et son contenu.

## Contexte de publication en Espagne
Cet almanach est publié à une époque où de telles publications étaient populaires, favorisées par la récente invention de la presse typographique, qui a considérablement réduit le coût et le prix des livres et les a rendus accessibles à la population à faible revenu. Pour de nombreux paysans, les almanachs étaient les seuls livres qu'ils lisaient, et sur lesquels ils apprenaient à lire. Comme ses homologues, Lunario Perpetuo offrait des conseils et des orientations sur divers aspects de la vie, notamment les tables des phases de la lune, les éclipses solaires et les fêtes mobiles, les prévisions météorologiques, les horoscopes, des éléments de Droit, de navigation, de théologie, de santé, d'agriculture, les façons d'interpréter le comportement des animaux, les biographies des saints et des papes, et d'autres informations d'intérêt général. Il a été largement apprécié par les élites ainsi que par le peuple, recevant de nombreuses rééditions,,, étant l'un des livres castillans les plus populaires de tous les temps,. Il était particulièrement utile aux agriculteurs, leur donnant des instructions pour organiser leur routine tout au long de l'année et ainsi faire de bonnes récoltes. Son auteur, actif entre la fin du XVIe siècle et le début du XVIIe siècle, a acquis une réputation d'excellent astrologue et mathématicien, et de chercheur sur la nature. Le livre a été purgé par l'Inquisition en 1632, sur la base de l'édition de 1625 de Barcelone. Après révision, il a circulé principalement sous le titre de El Non Plus Ultra del Lunario y pronostico perpetuo, general y particular para cada Reyno y Provincia,, mais n'a été connu populairement que sous le nom de Lunario Perpetuo, Lunario ou même Prognostico. La première édition a été perdue et les plus anciens exemplaires qui ont survécu sont ceux de l'édition de Madrid de 1598.
L'auteur de l'ouvrage est Jerónimo Cortés (es), un écrivain et mathématicien valencien né vers 1560 et mort vers 1611. Étudiant principalement les sciences naturelles, il est très connu en Espagne, en France et en Italie, sa popularité étant due principalement à deux ouvrages, le Lunario Perpetuo, publié pour la première fois à Valence en 1594 sous le titre Sumario y pronóstico perpetuo, et Libro de phisonomía natural y varios efectos de la naturaleza (« Livre de la physionomie naturelle et des divers effets de la nature »), publié à Alcalá de Henares en 1607 et ayant fait l'objet de nombreuses traductions, dont la première édition française date de 1621. Parmi les autres ouvrages de Cortés, on peut citer : Aritmética práctica (« Arithmétique pratique », Valence, 1604) et Libro y tratado de los animales terrestres y volátiles (« Livre et traité sur les animaux terrestres et volatiles », Valence, 1613).

## Impact au Brésil
Il a été publié pour la première fois en portugais en 1703, avec une traduction par Antônio da Silva de Brito. Il est rapidement devenu très populaire au Brésil, à tel point que, selon Câmara Cascudo (pt), qui en gardait un exemplaire sur sa table de chevet, il aurait été le livre le plus lu dans le nord-est du Brésil pendant deux siècles,. Le folkloriste a déclaré qu'« il n'y avait pas de plus grande autorité aux yeux des agriculteurs, et les prévisions météorologiques, même sans plus grand examen de la différence des hémisphères, étaient suivies comme des sentences ». Capistrano de Abreu (pt) était également un admirateur du livre, et bien qu'il ne croyait pas au destin, il consultait ses prédictions astrologiques. Aujourd'hui encore, il exerce une fascination et reste une référence dans la culture populaire du Nord-Est,. Le musicien Antônio Nóbrega (pt) a publié un album intitulé Lunário Perpétuo (2002), qui a également été traduit en français.